# Nieuw Centrumrechts
Nieuw Centrumrechts (Italiaans: Nuovo Centrodestra; afgekort NCD) is een voormalige politieke partij uit Italië, die geleid wordt door Angelino Alfano. De partij is ontstaan als een scheurgroep van het Volk van de Vrijheid die tegen de heroprichting van Forza Italia was en voor een blijvende steun aan het kabinet-Letta.
De partij bestond van 2013 tot 2017. De partij Alternativa Popolare (Volksalternatief) geldt als de opvolger van Nuevo Centrodestra.

## Geschiedenis

### Afscheuring van het Volk van de Vrijheid

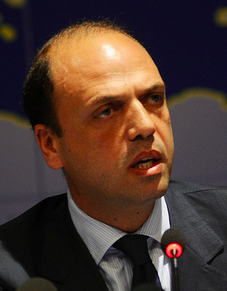
Angelino Alfano.

Op 15 november 2013 kondigt een deel van het Volk van de Vrijheid (PdL), dat ideologisch dicht staat bij de politiek secretaris Angelino Alfano, de andere centrumrechtse ministers van het kabinet-Letta en andere belangrijke christendemocratische kopstukken, aan dat zij niet zouden deelnemen aan de Nationale Raad van de partij, de volgende dag. Op die Nationale Raad zou het Volk van de Vrijheid immers over zijn eigen (zuiver formele) ontbinding stemmen om zichzelf herop te richten als Forza Italia.
De aanhangers van Angelino Alfano opperen dat het nieuwe Forza Italia een populistische koers dreigt te varen, en richten daarom hun eigen parlementaire groepen op. Deze groepen, die bestaan uit 30 senatoren en 29 afgevaardigden, beslissen om overtuigd het kabinet-Letta te blijven steunen, in tegenstelling tot de nieuwe groepen van Forza Italia. Ook zeven van de vierentwintig Europarlementariërs van het Volk van de Vrijheid gaan mee in de splitsing en richten een autonome groep op binnen de Italiaanse delegatie van de EVP-groep, un presidente di Regione, il calabrese Giuseppe Scopelliti, sedici assessori regionali ed ottantotto consiglieri regionali.
Nadat Silvio Berlusconi uit de Kamer geschorst was, is zijn zetel naar de eerste niet-verkozen kandidaat gegaan, Ulisse Di Giacomo, die kandidaat was in Molise. Deze heeft zich aangesloten bij de groep van Alfano..
De eerste interne besprekingen hebben plaatsgevonden op 22 november in Catania met staatssecretaris Giuseppe Castiglione en op 24 november in Palermo met Renato Schifani.
Sinds 2011 had Italo Bocchino, de voormalige vicevoorzitter van Toekomst en Vrijheid voor Italië, de rechten op de merknaam "Nieuw Centrumrechts". Hij heeft deze rechten op 27 november 2013 gratis afgestaan aan de nieuwe partij van Alfano. che aveva depositato la medesima l'8 marzo 2011.
Op 5 december heeft Angelino Alfano het symbool van de partij voorgesteld in de Tempel van Hadrianus te Rome en is Renato Schifani benoemd tot voorzitter van het promotiecomité.

### Steun aan het kabinet-Letta
Samen met de Democratische Partij en Civiele Keuze ondersteunt Nieuw Centrumrechts het kabinet-Letta. In deze regering zetelen 5 ministers, één viceminister en 7 staatssecretarissen van Nieuw Centrumrechts.
- Angelino Alfano, vicepremier en minister van Binnenlandse Zaken.
- Beatrice Lorenzin, minister van Volksgezondheid.
- Maurizio Lupi, minister van Infrastructuur en Transport.
- Nunzia De Girolamo, minister van Landbouw-, Voedsel- en Bosbeleid.
- Gaetano Quagliariello, minister van Grondwettelijke Hervormingen.
- Luigi Casero, viceminister voor Economie
- Giuseppe Castiglione, staatssecretaris voor Landbouwgrondstoffen
- Simona Vicari, staatssecretaris voor Economische Ontwikkeling
- Sabrina De Camillis, staatssecretaris voor de Verhoudingen met het Parlement
- Gioacchino Alfano, staatssecretaris voor Defensie
- Alberto Giorgetti, staatssecretaris voor Economie
- Rocco Girlanda, staatssecretaris voor Infrastructuur en Transport
- Gabriele Toccafondi, staatssecretaris voor Onderwijs

## Ideologie
De partij verwijst naar de waarden en idealen van de christendemocratie, maar bevat ook conservatieve en liberale strekkingen.
Op het Europese niveau stelt Nieuw Centrumrechts zich voor als nauw verbonden met de Europese Volkspartij.

## Structuur

### Nationale organen
- Voorzitter van het Promotiecomité: Renato Schifani (2013 - heden)
- Nationaal coördinator van de kringen: Giuseppe Scopelliti (2014 - heden)
- Fractievoorzitter in de Senaat: Laura Bianconi pro tempore (2013), Maurizio Sacconi (2013 - heden)
- Fractievoorzitter in de Kamer: Enrico Costa (2013 - heden)
- Hoofd van de delegatie in de EVP-groep: Giovanni La Via (2013 - heden)